# 申公豹
申 公豹（しん こうひょう）は、明代の神怪小説『封神演義』の登場人物。『封神演義』以前に成立した史書や道教説話、小説や戯曲に名が見えないことから、『封神演義』の作者の創作と思われる。

## 概要
元始天尊の弟子で、姜子牙（太公望）の弟弟子。白い虎（白額虎）に跨り、宝剣と開天珠を持つ。
第37回で、姜子牙は元始天尊から「誰に呼ばれても決して振り向いてはならない」と強く命じられて崑崙山から下りる。だが姜子牙は申公豹に名を呼ばれると、彼が弟弟子だったこともあり、つい言いつけに背いてしまった。申公豹は、姜子牙が師の命令で商周革命を進めているにもかかわらず、自分と共に商を援け周を滅ぼすよう唆した。姜子牙が断ると申公豹は怒り出し、「俺は頭を切って飛ばすことができる」と己の力を誇示した。そのため姜子牙はつい「そんなことが本当にできるのなら、封神榜を焼いてお前と一緒に商に行ってもいい」と約束してしまう。申公豹は言葉通り自ら剣で首を切断したが、言葉どおり切り口からは一滴も血が零れず、胴から切り離された頭は空を飛んだ。だが二人のやり取りを見ていた南極仙翁が、申公豹の頭を南海に捨てるよう白鶴童子に命じたため、申公豹は死の危機に瀕する。姜子牙の必死に命乞いによって申公豹は赦されるが、彼は自分の命を救ったはずの兄弟子を逆恨みし、以降、幾人もの道士や妖怪を唆し、姜子牙の命を執拗につけ狙った。
後に火霊聖母によって傷つけられた姜子牙の前に現れ、彼の息の根を止めようとしたが、懼留孫によって捕らえられた。そのとき元始天尊の前で「再び子牙の邪魔をすれば北海眼に閉じ込められても構わない」と口先だけの誓いを立てる。その後、万仙陣で截教陣営に加担したが、截教側が敗れると再び捕らえられ、誓いどおりに北海眼に封じられた。封神榜の最後に名が載せられており、冬は海水を凍らせ夏は氷を溶かす「分水将軍」に封じられた。
作中では命の恩人を殺そうとしたり、巧言を弄して他人を唆したり、「罪障」「左道」と糾弾されたりと、徹頭徹尾、陰険で執念深い「悪人」として描かれている。
『封神演義』が下敷きにした『武王伐紂平話』や『春秋列国志伝』には名が見えず、史書に名がある人物でもないため、『封神演義』上の創作であると思われる。また申公豹が封じられた分水将軍という神格は架空のものだが、『封神演義』の流行により、実際に廟が立てられたこともある。

## 作中で関連した人物
申公豹が登場してから北海眼の誓いを立てるまで（第37回～第72回）に現れた「商への助っ人」の多くは、申公豹の仕業によるものである。
以下に、申公豹が関与したことで姜子牙と敵対した人物を挙げる。
- 竜鬚虎（申公豹に唆されて姜子牙を食べようとした）
- 十天君（申公豹に頼まれて十絶陣を敷いた）
- 三仙姑（兄の趙公明が姜子牙に殺されたことを申公豹に告げられた）
- 土行孫（人界で富貴を極めるよう唆され、申公豹に商軍への紹介状を書いてもらった）
- 呂岳（申公豹に頼まれて商に加担し、西岐に疫病をばら撒いた）
- 羅宣（申公豹に頼まれて商に加担し、西岐城に火を放った）
- 劉環（羅宣同様、申公豹に頼まれて商に加担し、西岐城に火を放った）
- 殷洪（周を援けるために下山したが、実父である紂王を討つことを申公豹に咎められたため離反した）
- 殷郊（弟の殷洪の仇を討つよう唆されたため、周を離反した）
- 馬元（申公豹に頼まれて商に加担した）

## 安能版における創作と誤解
前項までで解説したように『封神演義』において申公豹は純然たる悪人である。だが1988年に講談社から発刊された安能務の編訳（以降安能版と表記）では、申公豹は性格や行動、実力、作中での役割まで大幅に改変を加えられ、全く別の人物にされている。
最大の違いは「安能版の申公豹は姜子牙を憎んでおらず、悪人でもない」という点である。原作で申公豹が姜子牙と敵対するのは白鶴童子に頭を奪われる事件がきっかけだが、安能版ではこのエピソード自体が削除されたため、姜子牙への深い憎しみもなく、全エピソードにおいて申公豹に関する記述が書き換えられている。安能版申公豹の行動理由は天数への敢然たる反抗であり、そのため性根の歪んだ悪人ではなく、影の正義の味方のように位置づけられている。原作における天数があくまで「避けられない運命」であるのに対し、安能版は「天界の（理不尽な）陰謀」と意味が大幅に変えられていることも、申公豹の印象の違いに大きく作用している。この他、安能版は殺戒を「殺人衝動」として扱うなど、本来正義であるはずの闡教が非人道的な集団であるかのような描写が多く、封神計画を邪魔する申公豹の行動が正当化されている。更に安能版では「許由と同一人物で人間時代に帝位を拒否した」「老子（太上老君）の庇護を受けている」「世話好きで人界で人気が高い」「理不尽なことを見ると黙っていられない」など、原作とは正反対のイメージを持つ設定が大量に追加された。しかし同時に作中で自らを「バカな正義の味方」と断言し、雲中子から「それは正義ではなくただのいやがらせだ」と批判されると「その両方です」と肯定するなど、情熱と諦観と皮肉を交えた多面的な人物である。安能は安能版封神演義を、のちに小説形式で展開していく「中華思想論のための布石」と位置づけており、その一環として自身の「意見」として多くの改変を加えているが、そうした「意見」の解説を申公豹が行うことが多いので、安能版申公豹は「中華思想論のための」解説者であるとも言える。以後の安能の作品では解説者としての役回りは不特定多数の人物が随所で担っている。
だが、このような安能版の描写は、明代から現在にかけて中国に深く浸透している申公豹像とは全く異なるものであり、中国の劇やドラマ、アニメ作品は勿論の事、日本でも光栄や集英社といった講談社以外の邦訳に見ることはない。
以下に原作と安能版の主な違いを挙げる。
- 原作での初登場は第37回であるが、安能版では第2回から登場しており、昇山した事情など、原作に無いエピソードが大量に追加されている。
- 安能版では、人語を解し仙界最速の速度で空を飛ぶ『黒点虎』に跨る。なお、原作に登場するのは『黒点虎』ではなく『白額虎』で、人間の言葉を話すことができるという設定は無い。
- 安能版では、稲妻を随意に走らせる武器『雷公鞭』を持つ。このため、申公豹が女媧や十二大仙すらも迂闊に手を出せない実力者となっている。実際に作中では「四象陣」に外から攻撃して大穴を開けている。しかし原作では雷公鞭は登場せず、白鶴童子に敗れたり、懼留孫を見てすぐに逃げ出すなど、申公豹の実力はさほど高くない。
- 安能版では姜子牙より早く元始天尊に弟子入りしているが、原作では申公豹は姜子牙の弟弟子である。
- 原作では申公豹は老子と何の接点も無く、悪事を働いた場合は南極仙翁や元始天尊によってちゃんと懲らしめられているが、安能版の申公豹は老子の庇護を受けており、またその戦闘力もあって、周囲は彼の行動に眼を瞑っている。そのため白鶴童子に頭を奪われる場面や、北海眼の誓いを立てる場面など、有名で重要なエピソードが削除・変更されている。
- 道士や妖怪を革命に参戦させるという点では原作と同じだが、安能版では姜子牙への殺意が無く、申公豹の行動が読者に好意的に受け入れられるようエピソードがかなり変更されている（竜鬚虎は姜子牙への贈り物、懼留孫は内心土行孫の下山を望んでいた、など）。また落魂陣で姜子牙を助けるなど、原作の行動と完全に反するエピソードも追加された。
- 原作では「西岐を白骨の山と血の海に変えてやる」と宣言し戦争の規模を拡大させたが、安能版ではむしろ非戦派であり、仙界の力を人界に持ち込んで戦争の規模を広げぬよう姜子牙に頼んでいる（もっとも、「初めから無理な相談」と分かった上でつけた注文だったが）。また万仙陣で截教に加担せず、戦いを止めるよう多宝道人に忠告を与えた（ただし理由は「誅仙陣で四宝剣を失った截教側には勝ち目がないから」というもの。こちらも喧嘩別れに終わっている）。
- 申公豹の名は原作・安能版のいずれでも封神榜の最後に名が載せられている。だが、原作では、申公豹は誓いどおりに北海眼に封じられ、冬は海水を凍らせ夏は氷を溶かす「分水将軍」に封神されたのに対し、安能版では、老子の援護で北海眼（作中の例えでは「地球のヘソ」）にて隠棲を許され封神を免れている。そして、封神榜から申公豹の名が削除され、代わりに蜚廉と悪来が2人1組で掃除や解体をする「冰銷瓦解神」に封神された。

このように原作と大幅に異なる申公豹像だが、安能版が「封神演義を原作とした創作小説」ではなくあくまで「訳」と称して刊行されていることや、藤崎竜による同名の少年漫画やNHK制作のラジオドラマなど安能版を基にした派生作品の存在により、これらの設定を中国に伝わる本来の物語のものだと誤解している者も多い。専門家以外が著した書籍やwebサイトには、安能版の創作によって誤解した申公豹像を紹介したものもある。
安能版の申公豹は、原作の悪人像とは対照的に好意的に受け入れられる人物像であることからファンも存在するが、数百年以上伝わる伝統的なイメージを無視し、誤解を広めていることや、「悪役」としての本来の魅力を伝えていないことから、批判の声も少なくない。

### 申公豹を演じた俳優
- 李國麟 - 2001年に電視廣播有限公司で製作されたドラマ『封神榜』で申公豹役を演じた。
- 苗海忠 - 2006年に中国中央電視台で製作されたドラマ『封神演義』で申公豹役を演じ、有名な首飛ばしの場面もCGで再現された。
- ルイス・クー - 2006年に製作された映画『封神伝奇 バトル・オブ・ゴッド』で申公豹役を演じた。
- 金丸淳一 - 光栄のプレイステーション用ゲーム『封神演義』（古典原作）を基にしたCDドラマで申公豹役を演じた。
- 壌晴彦 - NHK制作のラジオドラマ（安能版原作）で申公豹役を演じた。
- 石田彰 - 藤崎竜の漫画（安能版原作）を基にしたアニメで申公豹役を演じた。
- 堀内賢雄 - 旧エニックス発売のCDドラマ（安能版原作）で申公豹役を演じた。